# Marta Rigau i Poch
Marta Rigau i Poch (Torroella de Montgrí, 1865 - 1904 ?) va ser una instrumentista de tenora, considerada la primera intèrpret de cobla.
Nasqué en el si d'una família torroellenca profundament artística: el seu pare, Joan Rigau, era músic  i els germans de la Marta, Pere Barretó, i Rogeli, foren també instrumentistes i compositors. En constituir-se la cobla familiar La Nova Barretó  el 1884, s'hi incorporà ben dignament com a primera tenora. El 18 d'abril de 1885 es va casar i va deixar definitivament la interpretació en públic. Fins a mig segle després no hi hagueren noves instrumentistes de cobla.
El fill de Marta Rigau, Joan Tauler i Rigau (1885-1952), va ser jutge a Torroella de Montgrí (fins al 1936) i secretari del jutjat de Castelló d'Empúries (1947), un incansable promotor de la sardana a les terres gironines, i autor del llibret Art de ballar la sardana. Renéta de Maria, Núria Tauler  és concertista i professora de flauta.